# Emanuela Frank
Emanuela Frank (24. Dezember 1870 in Wottitz – 20. Oktober 1940 in München) war eine deutsche Opernsängerin (Mezzosopran).

## Leben
Frank, Tochter eines k. k. österreichischen Beamten, besuchte das Prager Konservatorium, wo sie unter Professor Franz Vogel ausgebildet wurde. Ihre theatralische Laufbahn begann sie 1888 in Düsseldorf. Von dort kam sie ans Hoftheater in Kassel 1889–1891, von wo sie einem Rufe an das Hoftheater in München Folge leistete. Hier war die Künstlerin mit größtem Erfolge tätig, wurde auch mit dem Titel einer königlich bayerischen Kammersängerin ausgezeichnet, verließ jedoch 1900 dieses Engagement, weil sie sich von ihrem seitherigen Fach der Mezzosopranistin gänzlich dem hochdramatischen Fache zuwenden wollte. Leider stellte sich aber in ihrem neuen Wirkungskreise in Leipzig die Unmöglichkeit dieses Beginnens heraus, und die Künstlerin verließ auch diese Bühne nach einjähriger Tätigkeit, ohne vorläufig ein weiteres festes Engagement anzunehmen. Sie hatte ihren bleibenden Wohnsitz in München aufgeschlagen.
Frank besaß bedeutende Stimmmittel, ein selten kräftiges Organ, das namentlich in der Tiefe überaus schöne Klangfarbe zeigt. Dazu kam noch ihre lebhafte Auffassungsgabe, ihr ausdrucksvolles Spiel und eine imponierende Bühnenerscheinung. All diese nennenswerten Eigenschaften machten diese begabte Sängerin zu einer bemerkenswerten Vertreterin ihres Faches. Als ihre besten Rollen wurden bezeichnet: „Ortrud“, „Fides“, „Amneris“, „Orpheus“, „Adriano“, „Azucena“ etc.